# 菅原大志
菅原 大志（すがわら ひろし、1976年2月5日 - ）は、日本のラグビーユニオン指導者、職員。

## プロフィール
- 秋田県出身[1]。
- 現役時代のポジションはフランカー(FL)、ナンバーエイト(No8)。
- 日本代表通算キャップ数は6。

## 略歴
秋田工業高校、拓殖大学を経て、1998年、トヨタ自動車(現・トヨタヴェルブリッツ)に加入。
2000年5月20日に行われたパシフィック・リム選手権フィジー戦で日本代表初キャップを獲得した。
2007年、現役を引退後、トヨタ自動車ヴェルブリッツのコーチを経て、2015年、トヨタ自動車ヴェルブリッツの監督に就任。
2017年、トヨタ自動車ヴェルブリッツの監督を退任した。
2021年、静岡県裾野市の職員になる。